# Низкочастотное сейсмическое зондирование
Низкочастотное сейсмическое зондирование, НСЗ — метод сейсморазведки, основанный на анализе спектральных характеристик низкочастотной (1—10 Гц) энергии естественного сейсмического фона над залежами углеводородов.
Теория метода базируется на механике флюидонасыщенной трещиновато-пористой среды. Контрастные геологические границы, такие как осадочный чехол—фундамент, тектонические нарушения, а также неоднородности в виде соляных пластов, залежей углеводородов вызывают перераспределение сейсмической энергии, выражающееся в формировании явных
максимумов на спектре. Образованные присутствием нефтегазонасыщенного коллектора, максимумы имеют свои отличительные признаки. Анализ распределения максимумов сейсмической энергии по площади исследований позволяет дифференцировать зоны по нефтегазоперспективности.
Предпосылками для разработки метода НСЗ стал эффект аномального низкочастотного естественного сейсмического фона над нефтегазовой залежью. Для усиления данного эффекта было предложено осуществлять вибровоздействие на залежь, что было реализовано в методике АНЧАР .
Предположение о том, что залежь УВ обладает аномальным отражением для низкочастотных волн, основывается на совместном влиянии нескольких факторов:
1. В сравнении с водой, нефть, заключенная в пористый коллектор, обладает пониженным волновым сопротивлением. Это объясняется тем, что сжимаемость (~1/модуль упругости) нефти в пластовых условиях в 2-8 раз выше, чем сжимаемость пластовой воды и вмещающих пород. У воды сжимаемость отличается всего на 10-20% от сжимаемости вмещающих пород. Довольно сильно на сжимаемость влияет газовый фактор, который значительно её увеличивает.
2. Вязкость нефти на порядки больше вязкости воды и вмещающих пород. Как известно, поглощение среды пропорционально её вязкости, что наблюдается в нефтенасыщенных интервалах. Поглощение образует дополнительное активное акустическое сопротивление, которое приводит к образованию мнимой части у коэффициента отражения. Наличие мнимой части коэффициента отражения повышает модуль коэффициента отражения.

К факторам ограничивающим возможности низкочастотного сейсмического зондирования относятся:
1. Дифракционные эффекты, определяющие размер краевого эффекта от аномального объекта;
2. Характеристики залежи (эффективная мощность, пористость, нефтенасыщенность), определяющие контрастность отражения низкочастотных волн.